# Cyril Daryll Forde
Cyril Daryll Forde (Londres, 16 de marzo de 1902- íbid., 3 de mayo de 1973) fue un antropólogo británico. 

## Biografía
Forde estudió en la Universidad de Berkeley, en los Estados Unidos. 
Entre los años 1928 y 1929 realizó trabajos de campo en Arizona y Nuevo México, de los cuales extrajo información que más tarde plasmaría en su obra Hábitat, Economía y Sociedad: Una Introducción geográfica de Etnología, de 1934. Más tarde llevó a cabo estudios similares en Nigeria y fue profesor en las universidades de California, Gales y Londres. Escribió monografías acerca de los indios yuma y yakö, en 1931 y 1964, respectivamente.
Entre 1945 y 1973 fue director del International African Institute. Forde trabajó estrechamente en cooperación con Alfred Radcliffe-Brown, Meyer Fortes y Edward Evans Pritchard.

## Obras selectas
- Etnografía de los indios yuma (1931)
- Hábitat, economía y sociedad: Una introducción geográfica de etnología (1934)
- Estudios sobre los yakö (1964)